# Jan Skawiński (podpułkownik)
Jan Skawiński (ur. 26 października 1896 w Jaroszewicach, zm. 1982) – podpułkownik kawalerii Wojska Polskiego, działacz niepodległościowy, kawaler Orderu Virtuti Militari.

## Życiorys

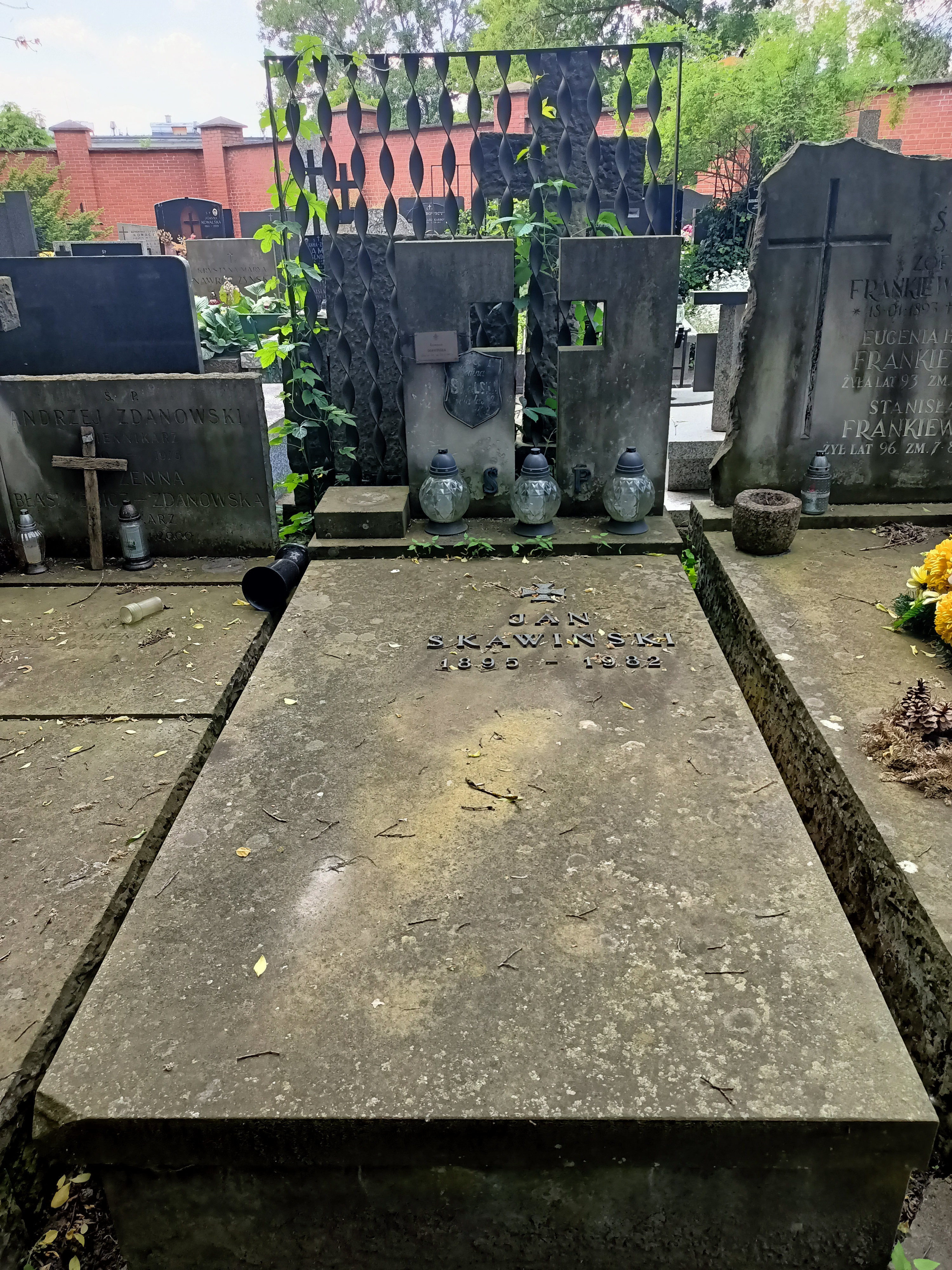
Grób Jana Skawińskiego na Cmentarzu Powązkowskim

Urodził się 26 października 1896 w Jaroszewicach, w rodzinie Macieja, rolnika.
W czasie I wojny światowej działał w Polskiej Organizacji Wojskowej w Lublinie (1914–1915), a od lipca 1915 walczył w szeregach 1 pułku ułanów Legionów Polskich. Po kryzysie przysięgowym (lipiec 1917) został internowany w obozie w Szczypiornie. Po uwolnieniu rozpoczął studia na Wydziale Prawa Uniwersytetu Lwowskiego.
Od listopada 1918 walczył przeciwko Ukraińcom w obronie Lwowa. W marcu 1919 jako ochotnik wstąpił do 1 pułku szwoleżerów. Na początku lipca 1920 objął dowództwo 1. szwadronu 201 pułku szwoleżerów, który został sformowany w Warszawie przez szwadron zapasowy 1 pułku szwoleżerów. Od 2 sierpnia na jego czele walczył podczas wojny z bolszewikami. Wyróżnił się w obronie Nieporętu w nocy z 14 na 15 sierpnia oraz 17 sierpnia w walce pod Ćwiklinem. 18 sierpnia gen. Władysław Sikorski odznaczył go Krzyżem Srebrnym Orderu Virtuti Militari. 20 sierpnia prowadził szarżę szwadronu na folwark Dłużniewo przez most na rzece Raciążnica. Dwa dni później na czele 1. i 3. szwadronów szarżował pod Żurominkiem.
1 czerwca 1921 był przydzielony do Centralnej Szkoły Kawalerii w Grudziądzu, a jego oddziałem macierzystym był 3 pułk szwoleżerów. 3 maja 1922 został zweryfikowany w stopniu porucznika ze starszeństwem z 1 czerwca 1919 i 201. lokatą w korpusie oficerów jazdy (od 1924 – kawalerii), a 3 maja 1926 mianowany rotmistrzem ze starszeństwem z 1 lipca 1925 i 26. lokatą w korpusie oficerów kawalerii.
W kwietniu 1928 został przeniesiony z 3 pszwol. do 10 pułku ułanów w Białymstoku z równoczesnym przydziałem na stanowisko dowódcy 1 szwadronu samochodów pancernych i pozostawieniem na przeniesieniu służbowym na kursie w Szkole Czołgów i Samochodów. We wrześniu 1930 został przeniesiony do 1 dywizjonu smochodów pancernych na stanowisko pełniącego obowiązki kwatermistrza. Z dniem 1 września 1931 został przeniesiony do 4 dywizjonu pancernego w Brześciu. 12 marca 1933 został mianowany majorem ze starszeństwem z 1 stycznia 1933 i 14. lokatą w korpusie oficerów kawalerii. W październiku 1935 został przeniesiony do 22 pułku ułanów w Brodach na stanowisko kwatermistrza, a w 1938 na takie samo stanowisko do 2 pułku szwoleżerów w Starogardzie.
Na tym stanowisku walczył w kampanii wrześniowej. Od 24 grudnia do 18 czerwca 1940 we Francji dowodził 4 Oddziałem Rozpoznawczym, a po ewakuacji do Wielkiej Brytanii od 25 czerwca do 4 grudnia 1940 dowódcą 10 Oddziału Rozpoznawczego, a później dowódcą Pociągu Pancernego „J” (do stycznia 1942) i Pociągu Pancernego „D” (do grudnia 1942). Od 1943 do grudnia 1946 pełnił służbę na stanowisku zastępcy komendanta Centrum Wyszkolenia Pancernego i Technicznego. Na podpułkownika został mianowany ze starszeństwem z 1 stycznia 1945. 1 stycznia 1947, po zgłoszeniu się na powrót do kraju, został przeniesiony do obozu oficerskiego. 3 sierpnia 1947 wrócił do Polski i 20 sierpnia tego roku został zarejestrowany w Rejonowej Komendzie Uzupełnień Lublin Powiat. Zmarł w 1982 i został pochowany na cmentarzu Powązkowskim w Warszawie (kwatera 130, rząd 1, miejsce 28).
Był żonaty z Romaną ze Skalskich (ok. 1898–1992), z którą miał syna Jerzego (ur. 1925).

## Ordery i odznaczenia
- Krzyż Srebrny Orderu Wojskowego Virtuti Militari nr 417[28][29]
- Krzyż Niepodległości – 2 sierpnia 1931 „za pracę w dziele odzyskania niepodległości”[30][2][31]
- Krzyż Walecznych czterokrotnie[32][33]
- Srebrny Krzyż Zasługi – 10 listopada 1928 „w uznaniu zasług, położonych na polu pracy w poszczególnych działach wojskowości”[34][35]
- Odznaka „Znak Pancerny” nr 261 – 11 listopada 1933[36]